# Galium pyrenaicum
Galium pyrenaicum är en måreväxtart som beskrevs av Antoine Gouan. Galium pyrenaicum ingår i släktet måror, och familjen måreväxter. Inga underarter finns listade i Catalogue of Life.